# Уэст-Дорсет
Уэст-Дорсет (англ. West Dorset) — неметрополитенский район (англ. non-metropolitan district) в графстве Дорсет (Англия). Административный центр — город Дорчестер.

## География
Район расположен в западной части графства Дорсет на юге выходит на побережье пролива Ла-Манш, граничит с графствами Сомерсет и Девон.

## История
Район образован 1 апреля 1974 года в результате объединения боро Бридпорт, Дорчестер, Лайм-Риджис, городского района (англ. Urban District) Шерборн и сельских районов (англ. Rural district) Биминстер, Бридпорт, Дорчестер и Шерборн.

## Состав
В состав района входят 2 города:
- Биминстер
- Бридпорт
- Дорчестер
- Лайм-Риджис
- Чикерелл
- Шерборн

и более 120 общин (англ. civil parish).